# 뚝갈
뚝갈(Patrinia villosa)은 한국·중국·일본 등지에 분포하는 여러해살이풀이다. ‘뚜깔’, ‘뚝깔’, ‘흰미역취’라고도 한다.

## 생태
높이 1.5m 정도이고 전체에 흰색 짧은 털이 밀포되어 있다. 밑에서 뻗는 가지가 땅속 또는 땅 위로 자라면서 번식한다. 잎은 어긋나고 단순하거나 우상(羽狀)으로 갈라지며 표면은 짙은 녹색이고 가장자리에 톱니가 있다. 꽃은 7-8월에 피고 흰색이며 가지 끝에 원줄기 끝에 산방상으로 달린다. 화관은 지름 4mm이고 5개로 갈라지며 통부가 짧다. 4개의 수술과 1개의 암술이 있고 씨방은 하위(下位)이다. 열매는 도란형이며 길이 2-3mm이다.

## 쓰임새
어린잎을 살짝 데쳐 나물로 무쳐 먹으며, 말린 것을 기름에 볶아 먹기도 한다. 된장국의 국거리로 쓰고 순을 잘게 썰어 나물밥을 지어 먹는다.